# Euploea leucracron
Euploea leucracron är en fjärilsart som beskrevs av Carpenter 1953. Euploea leucracron ingår i släktet Euploea och familjen praktfjärilar. Inga underarter finns listade i Catalogue of Life.